# Carlo Cecchitelli
Carlo Cecchitelli OFM (ur. 24 lutego 1936 w Morlupo) − włoski franciszkanin, członek Kustodii Ziemi Świętej kapłan, były Kustosz Ziemi Świętej, poliglota.

## Życiorys
Antonio Cecchitelli urodził się 24 lutego 1936 w rodzinie Józefa i Cecylii Antonazzi w Morlupo w Lacjum. Uczęszczał do szkół franciszkańskich w Orte i Artenie (Kolegium Serafickie „Santa Maria di Gesù”). W 1953 rozpoczął studia filozoficzne w Studium Theologicum Jerosolimitanum w Jerozolimie. W 1954 wstąpił do nowicjatu Zakonu Braci Mniejszych w Betlejem. W 1957 kontynuował studia teologiczne w Jerozolimie w Klasztorze Najświętszego Zbawiciela. Śluby wieczyste złożył w Betlejem 8 grudnia 1959. Święcenia kapłańskie przyjął z rąk kard. Angelo Feliciego 18 marca 1961 w bazylice Najświętszego Serca Pana Jezusa w Rzymie. W latach 1961–1965 studiował literaturę włoską w Instytucie Nauk i Literatury „Santa Chiara” w Neapolu. Następnie był nauczycielem w niższym seminarium Kustodii Ziemi Świętej w Betlejem. W latach 1968–1971 był sekretarzem Kustodii i rezydował w Klasztorze Najświętszego Zbawiciela w Jerozolimie. Po kapitule kustodialnej w 1971 wybrany został przełożonym i wychowawcą Kolegium Międzynarodowego w Casalotti w Rzymie. Był też proboszczem tamtejszej parafii pw. Najświętszej Maryi Panny z Nazaretu. W 1983 ponownie wybrano go sekretarzem Kustodii. W latach 1986–1992 był Kustoszem Ziemi Świętej, rezydując w Jerozolimie. Po wygaśnięciu mandatu kustosza pełnił obowiązki gwardiana i komisarza Ziemi Świętej w Neapolu Montecalvario. Od 1998 był przełożonym i proboszczem w Casalotti. W 1999 wybrano go wychowawcą nowicjatu Kustodii Ziemi Świętej w En Kerem. Był też po 2000 gwardianem Klasztoru Biczowania Pana Jezusa przy Via Dolorosa w Jerozolimie (Studium Biblicum Franciscanum). Obecnie mieszka we Włoszech. O. Cecchitelli włada francuskim, hiszpańskim, angielskim oraz esperanto.